# Royal (Illinois)
Royal és una vila dels Estats Units a l'estat d'Illinois. Segons el cens del 2000 tenia 279 habitants.

## Demografia
Segons el cens del 2000, Royal tenia 279 habitants, 128 habitatges, i 81 famílies. La densitat de població era de 468,4 habitants/km².
Dels 128 habitatges en un 24,2% hi vivien nens de menys de 18 anys, en un 53,9% hi vivien parelles casades, en un 6,3% dones solteres, i en un 36,7% no eren unitats familiars. En el 32,8% dels habitatges hi vivien persones soles el 21,9% de les quals corresponia a persones de 65 anys o més que vivien soles. El nombre mitjà de persones vivint en cada habitatge era de 2,18 i el nombre mitjà de persones que vivien en cada família era de 2,78.
Per edats la població es repartia de la següent manera: un 19,4% tenia menys de 18 anys, un 5,4% entre 18 i 24, un 28,7% entre 25 i 44, un 25,8% de 45 a 60 i un 20,8% 65 anys o més.
L'edat mediana era de 43 anys. Per cada 100 dones de 18 o més anys hi havia 95,7 homes.
La renda mediana per habitatge era de 47.188 $ i la renda mediana per família de 60.833 $. Els homes tenien una renda mediana de 39.167 $ mentre que les dones 26.250 $. La renda per capita de la població era de 22.019 $. Cap de les famílies i el 0,6% de la població estaven per davall del llindar de pobresa.

## Poblacions properes
El següent diagrama mostra les poblacions més properes.